# Монети Булгарського улусу Золотої Орди
Монети Булгарського улуса Золотої Орди почали карбувалися на різних монетних дворах з 60-х років XIII ст. і припинилися в 90-х роках XIV ст. Виготовлялися зі срібла 1 та ½ динари, диргеми (З 1310 року данги) та їх фракції, також мідні пули. 1 динар розмінювався 6 дирхамів та 96 пулів.

## Історія

Срібні дирхеми Волзької Булгарії. 60-ті роки XIII ст.

У 1240 році Волзька Булгарія, після завоювань Золотої Орди, отримала статус васального улуса зі столицею Кашан. Від цих часів і до повного зруйнування міста (1399 рік) московським князем Василем І та його братом Юрієм, існувало Кашанське князівство. Цей похід істориками названий «Гірська війна». За три місяці сутичок князі з великою раттю увійшли до міст гірського Надволжя — Булгар, Кан-Керман, Джекатау та розграбували їх. Після зруйнування Кашану столицею улусу стало місто Булгар-аль-Джадід (В перекладі — Новий Булгар. Також місто мало іншу назву Стара Казань (тат. Иске Казан). У 1431 році, після розгрому столиці стародубським князем Федором Палецьким (Прізвисько: Строкатий (рос. Пестрый) місто Булгар припинило своє існування.
Подібні міста, які заснували хани, були зимівими ставками племен, що займалися тваринництвом, а також центрами торгівлі. Степові торгові центри зовні нагадували інші середньовічні міста Азії — кам'яні та дерев'яні будинки, ханські споруди, караван-сараї для подорожуючих. Але віддаленість від основних торгових шляхів створювали певну складність у постачанні товару до великих міст Улусу Джучі. Взаємозалежність ханської влади і міжнародної торгівлі визначилася в подальшій історії. У роки міжусобиць 1360-1370-х рр. і походу Тимура (1395-1396) траси Великого шовкового шляху були перенесені на південь і пішли по маршруту через Середню Азію, Іран і Левант. В результаті постраждала торгівля золотоординських міст, ослабла центральна влада золотоординських ханів, міста прийшли в занепад.
Влітку 1359 року, після вбивства хана Бердібека та внаслідок початку Великої зам'ятні, Золота Орда була розділена на декілька частин де над ґурґенами (ханська знать) став опікуватися беклярбек Мамай. Оскільки Мамай не був нащадком Чингісхана, він не мав права на ханський престол, тому був змушений ставити ханів-маріонеток, які вели свій рід від Джучі. У 1361 році, під час боротьби чингізидів за трон Орди, Мамай створює свої ставки в Нижньодніпровських та Кримських регіонах, ставляючи намісниками своїх ханів. У другій половині 1360-х років Нижнє Поволжя опинилося в глибокій політичній а економічній кризі. В результаті кризи найбільший монетний двір в Ґюлістан-сараї був знищений, а обсяг емісії Сарай аль-Джадіду різко скоротився. У 1374 (776 р.Г.) році на Волжських землях карбування монет почалося в Хаджи-Тархані, а в Західній частині Улус Джучі відкрилися монетні двори з назвою Урда (Урда, Урда-Базар, Урда аль-Махруса та ін.) та Шерх-аль-Джадід. У 1374 році, під час літньої посухи, голоду та епідемій, Мамай залишив свої ставки у Нижній Надніпрянщині та Подінців'ї, відійшовши до Кримського півострова де пробув два роки. Починаючи з 1380 року, після вбивства Мамая в Криму, джучиди на чолі з ханом Тохтамишем повертаються знову на землі Нижньої Волги. Є декілька версій зникнення основних ставок. За однією з версій ханські ставки Волзької Булгарії почали зникати під час епідемії чуми наприкінці XIV ст.. За іншими версіями у 1395 році були знищені Тимуром під час його походу у 1395 році. Є ще одна версія про поруйнування міста під час походу московського князя Василя І та його брата Юрія у 1399 році.
У міста Нижнього Поволжя стікалися товари зі сходу і заходу, з півночі і півдня: поцеляна і коштовності, скляний та металевий посуд, ювелірні прикраси і зброя, шовк та парча, деревина, прянощі й пахощі. Всі ці товари йшли або на потребу золотоординської знаті, або оптовими партіями поставлялися в інші країни, тим самим здійснювався великий середньовічний товарообмін. Є свідчення про існування в золотоординських містах постійних купецьких контор. Булгарські купці за часів Берке отримали значні привілеї не тільки в праві торгувати практично на всій території Орди, а й право збирати податки по окремих землях
Інтенсивності ринкових відносин сприяла золотоординська монетне карбування, організована першими ханами в Булгарі, а пізніше перекладена в міста Нижнього Поволжя та інші ординські центри. Золотоординська монета мала ходіння в багатьох країнах і в першу чергу на підвладних територіях. Відома велика кількість монетних скарбів, знайдених як на городищах, так і далеко від них. Останні, ймовірно, були зариті купцями недалеко від траси дороги в моменти небезпеки. Зустрічаються дуже великі скарби - до 30 тис. Срібних монет. Величезна кількість монет, головним чином мідних, знаходять в культурному шарі золотоординських городищ. Крім срібних і мідних монет в грошовому обігу Золотої Орди ходили паличкоподібні «човноподібна» срібні злитки, зустрічаються золоті монети. Ім'я золотоординського хана вперше з'явилося на дирхемах за часів правління Менгу-Тимура (1266—1282). Раніше монети Золотої Орди карбувалися з іменем халіфа Аббасидського халіфату Ахмад ан-Насіра (1180—1225). На думку дослідників такі монети карбувалися за часів правління хана Берке (1257—1266) з ціллю пропаганди Ісламу в державі
Ваговою одиницею для виготовлення срібних монет слугував арабський ратль (близько 400 грамів), з якого виготовляли 300 дангів. За часів хана Берке почали використовувати за вагову одиницю волзький сум (вага — 198-202 гр.), з якого виготовлялося 120 дангів.

## Монетний двір у Булгар-аль-Джадіді

Карбування Булгару. Данг часів Узбек-Хана (1312–1341)

Карбування Булгару. Анепіграфний диргем. Кінець XIII ст.

Карбування Булгару. Пул із серії «решітка щастя». 40-ві роки XIV ст.

Карбування Булгару. Мідний пул із серії «в добрий час». Період карбування 1289—1333 (690-734 р.Х.) роки

Місто Булгар-аль-Джадід (Новий Булгар. Інша назва міста — Стара Казань (тат. Иске Казан) було засноване як прикордонна фортеця на півночі Волзької Булгарії. В XIII—XIV ст. місто стало торговим і політичним центром Золотої Орди.
За часів хана улусу Джучі Берке (1257–1266) почали карбуватися монети із вказаним місцем виготовлення — Булгар (араб. ﺑﻟﻐﺎﺭ). Несистематичне карбування продовжувалося до 30-х років XIV ст. Перші монети Булгара наслідували срібні дирхеми Арабського халіфату.
Середня вага диргемів на початку періоду карбування складала  бл. 1-2,5 гр. Після грошової реформи 1271 року вага дирхемів майже стабілізувалася.
Відомі 6 типів дирхемів-дангів виготовлених у Булгарі:
- 1) На початку карбування за часів правління Берке на Надволжі в обігу знаходились срібні дирхами, які перекарбовувалися на монетах Аббасидського халіфату. На монетах цього типу збереглося ім'я померлого халіфа Багдаду Ахмада ан-Насіра. Вага таких диргемів складала 1,572 гр. Карбувалися також фракції зі зменшеною вагою (0,53 гр.)[16].

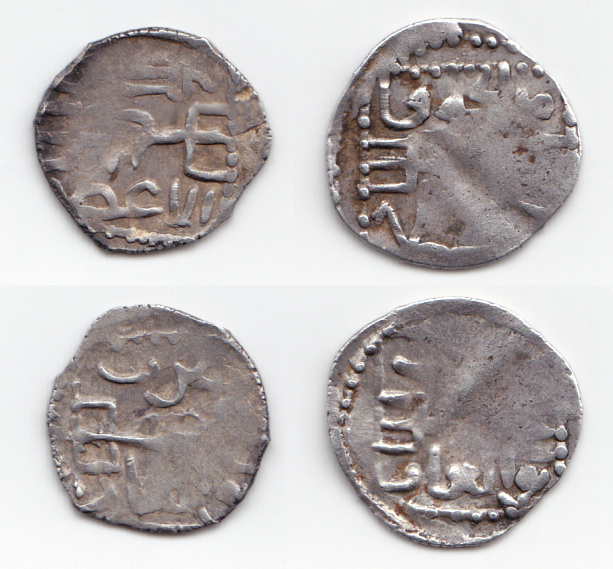
Карбування Булгару. Срібні дирхеми 1251-1259 років. Хани Батий і Берке від імені великого кагана Мунке

- 2) На монетах Булгару за часів правління Менгу-Тимура (1266–1282) з'являється тамга дому Бату. Карбувалися монети в 1266, 1272—1274, 1276, 1279, 1280, 1281 (665, 671—673, 675, 678, 679, 682 рр.Г.) роках, та без датування. Типова легенда на аверсі — Шагада Ісламу: «Немає Бога крім Аллаха і Мухаммад — пророк його» (араб. أشهد أن لا إله إلا الله وأشهد أن محمدا رسول الله)‎. На деяких різновидах цього типу вказувалось ім'я хана. На реверсі позначення місця карбування. Відомі різновиди монет цього типу з 6-кутною зіркою, із зображенням картуші та «вузлів щастя» а також із іншими надписами на аверсі та реверсі. Вага дирхамів — 1,1-1,5 гр. Відомі також фракції номіналом в ½ дирхами (вага — 0,56 гр.). Подібного типу карбувалися дирхами за часів правління ханів Туда-Менгу та Тула-Буги[17].
- 3) На аверсі тамга Бату-хана в трикутнику, на реверсі надписи: «В добрий час». Карбувалися також фракції ½ (0,75 гр.) та ¼ (0,4 гр.) дирхамів. Період карбування — 1280-1293 роки.
- 4) Серія дангів анепіграфічного (Дослівно: «без надписів» (грец. άὴἐπὶγράφὴ))[18]) змісту із зображеннями звіра, риб, квітки, сонця, жінки з дитиною та ін. зображень на аверсі монети. На всіх монетах карбувалася двозубцева тамга Буту-хана. Вага дангів — 1,2-1,4 гр. Також карбувалися фракції дангів вагою в 0,2-0,3 гр. (1⁄5 частина данга). Карбувалися в 10—30-ті роки XIV ст[19][20].
- 5) Данги часів правління Узбек-хана. Час карбування 1320—1333 (721—734 р.Х.). На аверсі у колі вписаний чотирикутник із закругленими дугами в середині сторін. В чотирикутнику легенда в 3 ряди: «Султан Мухаммад Узбек-хан, хай продовжить Аллах його правління» (араб. ﻣﻠﻜﻪ ﺍﻟﻠﻪ ﺧﻠﺪ ﺧﺎﻥ ﺍﻭﺯﺑﻚ ﻣﺤﻤﺪ ﺳﻠﻄﺎﻥ). На реверсі у колі чотитирикутник, в ньому тамга, навколо тамги надпис: «Булгар-аль-Махруса»  (араб. سه المحرو بلغار ضرب). Внизу рік карбування. Існують різновиди з тамгою в картуші. Вага 1,2-1,55 гр[21].
- 6) Після 50-річної перерви карбування дангів відновилося за часів Шадібека (з 1405 року). В ті часи булгарські монети карбувалися без жодних зображень. На аверсі позначалося ім'я хана, на реверсі місце карбування. Останні данги в Булгарі карбувалися за часів правління хана Барак-хана (1423–1426, 1427–1428)[22].

Мідні пули розділяються на 5 типів:
- 1) На мідних монетах за часів правління Берке карбувалися пули з ім'ям померлого халіфа Багдаду Ахмада ан-Насіра. Вага таких пулів 2,3-8 гр., залежно від фракції. На аверсі та реверсі — надписи.
- 2) На аверсі тамга Бату-хана в трикутнику, на реверсі надписи: «В добрий час. Пул» (араб. ﺑﻮﻝ ﺑﻮﻟﺴﻮﻥ ﻗﻮﺗﻠﻮﻍ). Період карбування 1280—1300 (681-701 р.Х.) роки[23]
- 3) Мідні пули з тамгою Бату-хана в 6-кутній зірці, внизу, поміж проміння, дата. На реверсі надпис «Пул Булгару» (араб. پول ﺑﻟﻐﺎﺭ). Час карбування 1333/34 (734 р. Х.)[22].
- 4) Анепіграфний пул з зображенням звіра, риб, квітки, сонця та ін. на аверсі. На всіх монетах карбувалася двозубцева тамга Буту-хана. Карбувалися в 10—30-ті роки XIV ст.
- 5) Серія мідних пулів «решітка щастя» / карбування Булгару». 40-ві роки XIV ст[24].

## Монетний двір у Раджані

Карбування в Булгарі (Раджан). Данг. Пулат-хан. 1410 (810 р.Г.) рік. Вага — 0,7 гр.

У 1410 році, за часів правління Пулад-хана (1407–1410) карбувалися монети в зруйнованому Булгарі з позначкою монетного двору «Раджан» (араб. راجان). В крапковому та лінійному колах легенда в 3 рядки: «Султан / Пулат-хан / Нехай продовжить Аллах його правління». На реверсі в подібних колах вихідні дані: «Карбування Раджан (Рачан). 010[810]» (араб. راجان/ﺿﺭﺏ/۰۱۰).

## Монетний двір у Сарай аль-Махруса

Карбування в Сарай-аль-Махруса. Динар. 60-70 рр. XIII ст. (Вага — 1,49 г. Діаметр — 21-22 мм)

Карбування в Сарай-аль-Махруса. Данг. 1311 (710 р.Г) рік. Вага — 1,54-1,56 гр.

Карбування в Сарай-аль-Махруса. Анонімний пул. 1332 (731 р.Г.) рік

Територія Сарай-Бату (Сарай аль-Махруса, Старий Сарай) охоплювала Північно-Кавказьку степову зону від Чорного до Каспійського моря, включаючи Нижню Волгу. У період розквіту Хозарського каганату його межі розширилися на північ до сучасного Саратова у верхів'ях Дону, на заході до правобережжя Сіверського Донця і до сходу Криму. Після вторгнення монголів  бл. 1240 року ханом Батиєм було засновано як столицю Золотої Орди місто Сарай-Бату (перс. سرای المقروص). Через Сарай проходила північна гілка Великого Шовкового Шляху із Китаю на Західну Європу, а з півночі на південь проходив Волзький шлях з Московії до країн Середньої Азії. В 1556 році було зруйноване Іваном Грозним. Нині Селітрове городище на річці Ахтуба бл. 120 км від міста Астрахань.
З середини 60-х та на початку 70-х років XIII ст. у Сарай-Бату карбували срібні ½ (0,6-0,77 гр.) та 1 (1,50-1,59 гр.) динари. На аверсі у подвійній 6-кутній зірці-рамці легенда: «ан-Насир Лід-Дін Аллах — володар правовірних». На реверсі легенда: «Динар. Карбування Сараю». Існують різновиди із тамгою Бату та датований динар 1270 (671 р.Г.) року.
Карбування срібних дирхемів почалося водночас із Хорезмом в середині 60-х рр. XIII ст., а закінчилося наприкінці XIV в. Карбувалися дирхами та їх фракції 1⁄6, 1⁄4, 1⁄2 дирхами.
- 1) 1⁄6 дирхама. 1257 (656 р.Г.) рік. У крапковому колі легенда: «Карбування міста»На реверсі в акому ж колі продовження легенди: «Сарай. хабба». Середня вага —  0,21-0,44 гр[31].
- 2) Анонімний дирхем. 1272—1275 (671—674 рр.Г.) роки. У центрі потрійного кола (середній крапковий) тамга Бату. З її сторін легенда в 4 рядки: «Честь завжди продовжується і слава постійна» (араб. ﺍﻟﺩ ﺍﻟﻌﺯ ﺍﻟﺷﺭﻒ ﻭ ﺍﻳﻡ ﺍﻟﻘﺎﻳﻡ ﻣﺎﺟﺮ). На реверсі у такому ж потрійному колі вписаний крапковий чотирикутник, в ньому надпис у 2 рядки: «Дирхем карбований в Сараї». У нижньому сегменті рік, в інших трьох сигментах віньєтки.  Середня вага — 1,28-1,58 гр.
- 3) Анонімний дирхем. 1278. На аверсі і реверсі зображення тамги.
- 4) Анонімний дирхам та його фракції — ½ дирхами. 1278, 1282, 1287—1290 (677, 681, 686—689 рр.Г.) роки. На аверсі в центрі тамга Менгу-Тимура, зверху та з боків легенда: «Честь завжди продовжується і слава постійна». На реверсі в крапковому чотирикутнику надпис в 3 рядки: «Дирхам / Карбування в Сараї / ... [рік]». Існуть різновиди без чотирикутника та з іншими надписами. Середня вага 1,45-1,56 гр[32][33].
- 5) ½ (0,77 гр.) та 1 (1,54-1,56 гр.) данги. 1311, 1314 (710, 713 рр.Г.). Токту-хан, Узбек-хан. У крапковому колі легенда в 4 рядки уйгурською мовою: «Султан верховний / Гійас ад-Дунья / ...[ім'я хана] / справедливий». На реверсі у крапковому колі лінійний чотирикутником, в 4-х сегментах «вузли щастя». В полі монети легенда в 3 рядки: «Карбування Сараю / аль-Махруса / ...[рік]».
- 6) Данг. 1322—1324 (721—723 р.Г.) роки. У крапковому колі подвійний фігурний 5-кутник. В полі легенда в 3 рядки: «Султан Мухаммад / Узбек хан / справедливий». На реверсі у лінійно-крапковому колі легенда в 3 рядки: «Карбування Сараю / ал-Махруса [богозбережений] / ...[рік]»
- 7) 1 данг. 1333, 1342, 1346, 1350 (732, 741, 745, 749 рр.Г.) роки. Узбек-хан, Джанібек. У крапковому колі 6-пелюсткова фігура, в поле на 3 рядках: «Султан верховний / Карбування /Сарай-аль-Махруса / Узбек», внизу рік. З боків слів «Сарай-аль-Махруса» 2 «вузли щастя». На реверсі у крапковому колі Шагада в 3 рядки з 5 «вузлами щастя»
- 8) данг. Тохтамиш. 1383, 1384, 1387, 1388 (782, 783, 786, 787 рр.Г.) роки. З обох сторін надписи[34][35][36][37][38].

Мідні монети, з позначкою «Сарай-аль-Махруса» почали карбуватися з 1332 (731 р.Г.). Відомий лише один тип пулів карбований в 1332, 1333, 1338 (731, 732, 737 рр.Г.) роки. В полі потрійного кола (зовнішій крапковий) на 1 та 3 рядках легенда: «16 пулів / данг». На 2 рядку дві решітки, поміж ними надпис. Вгорі та внизу віньєтки. На реверсі в полі потрійного кола легенда в 4 рядки: «Карбування / ас-Сарай / аль-Махруса /...[рік]». Існують різновиди без датування, а також з різними змінами деталей.

## Монетний двір у Сарай аль-Джадіді

Данг за часів правління хана Джанібека (1342–1357). Сарай-аль-Джадід

Карбування в Сарай аль-Джадіді. Анонімний пул. 1351 (750 р.Г.) рік

Місто Сарай-Берке (перс. سراي الجديد) Сарай аль-Джадід (Новий Сарай) засноване ханом Берке у 1262 році. У 1282—1396 роки — столиця Золотої Орди. За однією з гіпотез Новий Сарай знаходився на лівому березі Ахтуби, рукава Волги, поблизу сучасного села Царева (Ленінського району, Волгоградська область, Росія). Проте існує версія, за якою Царевське городище є залишками міста Ґюлістан і не пов'язане з Сарай Ал-Джедід. На сьогодні точне місцезнаходження поселення невідоме
Срібні дирхеми (а з 1310 року данги) карбувался як і в Сарай-Бату так і в Сарай-Берке. Дирхеми з позначкою «Сарай-аль-Махруса» віднесені до карбування Сарай-Бату. Іменні дирхами після 90-х років XIII ст., з позначками «Сарай», «Сарай-аль-Джадід», віднесені до Сарай-Берке. Відомі 4 типи дирхамів-дангів.
- 1) 1⁄4, 1⁄2, 1 (1,18 гр.), 1½, та 2 (2,3 гр.) дирхами. 1291—1295, 1297—1300 (690—694, 696—699 рр.Г.) роки. Токту-хан. У крапковому колі чотирикутник, в полі легенда в 4 рядки уйгурською мовою:  «Шанування / Богу / Токта-хан / його посланець». Нижче зазначено рік. Реверс подібний до аверсу, легенда в 3 рядки: «Дирхем / місто / Сарай». У всіх сегментах віньєтки. Існоють різновиди із зазначенням дати аджаном та із іншими надписами.
- 2) 1 недатований дирхам Токта-бека. У крапковому колі легенда в 4 рядки: «Карбування / Токто-бек - справедливий / Сарай». На реверсі лев вправо, над ним соняце з людським обличчям, навколо уривки арабських слів[20].
- 3) 1 данг. 1315—1323, 1325, 1327—1329, 1331—1336, 1338—1356, 1359—1365, 1368—1370, 1372, 1376, 1378, 1380, 1382, 1383—1390 (714—722, 724, 726—728, 730—735, 737—755, 758—764, 767—769, 771, 775, 777, 779, 781, 782—789 790797, 807 рр.Г.) роки. Узбек-хан, Джанібек, Бердібек, Кульпа, Науруз, Хизр-хан, Тимур-Ходжа, Орду-Мелік, Кільдібек, Мір-Пулад, Абдулах, Азіз-шейх, Олджа-Тимур, Мухаммед-Булак, Хасан-хан, Арабшах-хан, Каганбек, Урус-хан, Тохтамиш. У крапковій та лінійній рамці чотирикутник у ньому легенда в 3 рядки: «Ас-Султан / ал-А'зам / Узбек». У сегментах легенда: «Карбування / Сарай / ...[рік]». На реверсі у 8-кутній фігурі, із випуклими дугами назовні, в полі Шагада в 3 рядки. Існують різновиди з подвійний фігурним 5-кутником із загостреними краями, з шестикутником, з віньєтками з 4 боків легенди, з надписом в малому колі на аверсі. Також існують данги з позначенням «Сарай-аль-Джадід» та анонімного карбування. Карбувалися також данги Узбек-хана, Джанібека, Бердібека з позначенням пізнішої дати після їх смерті[34][35][36][37][38].
- 4) Данг. 1391—1398, 1408, 1416, 1419, [1423] (790—797, 807, 810, 815, 818, [822] рр.Г.). Тохтамиш, Шадібек, Пулад-хан, Чеґре, Керим-Берди, Улу-Мухаммед. З обох сторін надписи без жодних зображень[44].

У XIII ст. на монетному дворі Сараю мідні монети не карбувалися зовсім. Відновлення його роботи відбулося в 1310 (710 р.Г.) масовим випуском срібних монет нового зразка і по новій ваговій нормі, яка залишалася незмінною до кінця 1370-х рр. Мідні пули карбування Сараю віднесені до 11 типів:
- 1) 1321, 1322 (720,721, рр.Г.) роки. У потрійному колі 5-кутна зірка. На реверсі позначено легенда: «16 пулів 1 данг. Карбування Сараю»  та рік. Існує різновид із хвилеподібним колом, крапковому чотирикутнику, також без датування.
- 2) 1327 (726 р.Г.). У потрійному колі тюркська легенда в 2 рядки: «Найвищею волею», з 4 боків найвищої легенди надпис: «16 пулів данг». На реверсі зображення сокола в картуші, навколо легенда «Карбування Сараю» та рік.
- 3) Без року. У потрійному колі легенда в 3 рядки: «В добрий час новий пул! Карбування Сараю». Вгорі віньєтка. На реверсі зображення барса, вгорі 6-промінева зірка. Існує різновид з 2-а зірками.
- 4) 1338, 1341 (737, 740 р.Г.) роки. В крапковому колі лев повернутий праворуч. На фоні лева зображення сонця з 3, або 4 стилізованими промінцями. Праворуч, над головою зірка. На реверсі у крапкове коло вписаний чотирикутник. У верхніх та нижніх половинах легенда: «Найвищею волею». В 4 сигментах місце карбування та рік. Існує різновид із зображення половини сонця.
- 5) Недатований анонімний пул. В крапковому колі зображення звіра праворуч (існує різновид зі звіром ліворуч). На реверсі у крапковому колі вписаний квадрат, в полі монети позначене місця карбування[45].
- 6) 1344 (743 р.Г.) рік. У крапковому колі зображення двоголового орла. На реверсі в колі легенда в 3 рядки: «Карбування / Сарай / аль-Джадід / ...[рік]». Існує різновид з лускатими грудьми орла та зі складною рамкою на реверсі і легендою в 4 рядки. Також недатований.
- 7) 1351-1356, 1361-1362 (750-755, 760-761 рр.Г.) роки. в полі монети 6-пелюсткова розета. На реверсі у крапковому колі фігурний шестикутник, в якому легенда в 3 рядки: «Сарая / ал-джадідів /...[рік]»[46].
- 8) Іменні пули  часів Великої зам'ятні ханів Хизр-хана, Тимур-Ходжи, Кільдібека, Мір-Пулада, Азіз-шейха, Олджа-Тимура, Тулунбеки. Роки карбування 1363—1365, 1368—1369, 1374 (762—764, 767—768, 773 рр.Г.) роки. У крапковому та лінійному колах легенда в 3 рядки (2-й вписаний у фігурну рамку): «Султан справедливий / ... [ім'я хана] / хай буде його правління тривким». На реверсі в таких же колах вписана рамка із шести дуг, в ній позначення монетного двору та рік.
- 9) Анонімне карбування. 1368 (767 р.Г.) рік. У колі 5-променева зірка, в її центрі надпис. На реверсі у коло вписаний фігурний 6-кутник з полі якого позначення монетного двору та рік.
- 10) 1369 (768 р.Г.) рік. У лінійно-крапковому обідку рамка із 6 дуг, всередині звір на кінчику хвоста невелика голова з відкритою пащею. На реверсі в такому ж обрамленні позначення монетного двору та рік.
- 11) 1369 (768 р.Г.) рік. У крапковому та лінійному колах складний орнамент з решіткою на 9 отворів у центрі. На реверсі у колі квадрат з вигнутими центрами сторін, всередині позначення монетного двору та рік[47].

## Монетний двір у Ґюлістан-сараї

Карбування в Ґюлістан-сараї. Данг. Кульна, 1362 (761 р. Г.) рік

Карбування в Ґюлістан-сараї. Анонімний пул. 1364 (765 р.Г.)

Поселення Ґюлістан (араб. كلستان) виникло в 30-х роках XIV століття за часи правління хана Узбека в часи активної ісламізації країни. Через місто проходили найбільші торгові караванні шляхи по Волзі — північне відгалуження Великого шовкового шляху. У 80-х роках XIV ст. році під час Великої Замятні Ґюлістан був зруйнованим.
Нині Царевське городище, яке розміщене на східному березі Ахтуби в 70 км від міста Ахтубінська (Астраханська область, Росія)..
Срібні данги почали карбуватися у 1353 році і завершилися у 1369.
- Данг. Джанібек, Бердібек, Кульна, Науруз, Хизр, Мюрид, Пулад-Ходжа, Азіз-шейх, Пулад-Тимур. 1353—1357, 1359—1365, 1367—1369 (752—756, 758—764, 766—768 р.Г.) роки. У крапковій та лінійній рамці чотирикутник у ньому легенда в 3 рядки: «Султан / справедливий /...[ім'я хана]». На реверсі у 8-кутній фігурі, чи розеті, із випуклими дугами назовні, в полі легенда в 3 рядки.: «Карбування / Ґюлістан / ...[рік]». Існують різновиди з 6-пелюстковою розетою, з малими зірками та з «вузлом щастя» на аверсі та з надписами на обох сторонах без зображень. Також змінювалися на монетах надписи: «Ґюлістан-сарай», «Ґюлістан аль-Махруса», «Ґюлістан аль-Джадід», що зближує версію того, що Сарай-Бату та Сарай-Берке міг мати також і іншу назву[27][49][50].

В Ґюлістані (араб. كلستان) мідне карбування почалося за часів правління Хизр-хана у 1361 (762 р.Г.) році. Відомі 5 типів мідних монет Ґюлістану:
- 1) 1363 (762 р.Г.) рік. У подвійному лінійно-крапковому обідку легенда в 3 рядки: «Султан справедливий / Хизр-хан / хай буде його правління тривалим». Ім'я та титул хана в фігурної рамці. На реверсі у подібному обідку рамка з 6 дуг, в ній легенда: «Карбування / Ґюлістан / 762» (араб. ٧٦٢/ﺿﺭﺏ/كلستان).
- 2) Недатований пул.  У подвійному лінійно-крапковому обідку легенда в 3 рядки: «Султан справедливий / Мюрид-хан / хай буде його правління тривалим». На реверсі у подібному обідку 6-променева зірка, складена з 2-х трикутників. В її центрі зазначено місце карбування та рік.
- 3) Анонімний пул. 1365 (764 р.Г.) рік. У подвійному лінійно-крапковому обідку рамка з 6 дуг з кружечками або вузлами в полі монети барс. На реверсі у подвійному лінійно-крапковому обідку картуш в ній у 3 рядки позначено місце карбування а рік.
- 4) Анонімний пул. 1367 (766 р.Г.) рік. У колі 6-променева зірка, в центрі двоголовий орел. На реверсі у коло вписаний трикутник, в ньому позначення місця карбування. У 3-х зовнішніх сегментах рік виготовлення вказано аджаном.
- 5) Анонімний пул. 1368 (767 р.Г.) рік.  У колі чотирикутник, в якому орнаментальна свастика. На реверсі у колі позначено місце карбування та рік у 3 рядки[45][51].

## Монетний двір у Білярі

Карбування в Білярі. Анонімний дирхем (Вага 1,8 гр.). XIII ст.

Місто Біляр в XII — початку XIII ст. було одним з найбільших міст Волзької Булгарії. Але після його розгрому ханом Батиєм в 1236 році місто було відновлене лише частково. В часи правління Менгу-Тимура в місті Білярі (араб. ﺑﻼﺮ) було засновано монетний двір, який карбував анонімні срібні монети різних номіналів. Карбувалися монети номіналами ½, ¼ та 1 диргемів. Дирхеми з тамгою Бату-хана карбувалися приблизно у 1272—1291 (673—692 роках за Гіджрою) роках. Вага 1,0-1,7 гр. На монетах цього періоду карбувалося типове зображення для всіх диргемів: На аверсі двонога тамга, та позначення монетного двору. Наприкінці XIII ст. монетний двір припинив функціонувати.
Карбування за часів правління Менгу-Тимура:  Дирхеми монетного двору в Білярі розділяються на 5 типів:
- 1) 1 (Вага — 1,2-1,5 г.), ½ (Вага — 0,7-0,8 г.) та ¼ (Вага — 0,27 г.) дирхами. Анонімне карбування. Без дати виготовлення. На аверсі у чотирикунику тамга Бату. Навколо тамги та за чотирикутником по чотири 6-променевих зірочок. На реверсі у чотирикунику місце карбування: Монета Біляра (араб. بلار سكة). У сегментах різні віньєтки.
- 2) 1 (Вага — 1,12 г) дирхам. Анонімне карбування. Без дати виготовлення. На аверсі У колі з крапок та ліній 6-кутна фігура з увігнутими дугами та дугами в сегменах. У центрі тамга Бату, навколо неї декоративні зірочки. Реверс як і у першого типу, лише без він'єток.
- 3) 1 дирхам (Вага — 1,12 г) Анонімне карбування. 1289—1290 (690-691 р.Г.) рік. В центрі картуші тамга, з боків надпис: Монета Біляра. Нижче рік. На реверсі в центрі картуші легенда в 2 ряди: «Могутність належить Богу» (араб. بلله العظمة)
- 4) 1 дирхам (Вага — 1,36 г). Анонімне карбування. 1290—1291 (691—692 р.Г.) роки. У потрійному колі тамга, з боків легенда у 2 ряди: «монета/Біляра». На реверсі в картуші з двох кіл легенда: «Могутність належить Богу»
- 5) ¼ (Вага — 0,33-0,34 г) дирхема. Анонімне карбування. 1291 (692 р.Г.). У крапковому колі тамга, під нею дата. На реверсі у чотирикутнику з крапок перекручений напис, що імітує легенду. На реверсі в картуші з двох кіл легенда: «Могутність належить Богу»[54][55].

## Монетний двір у Чирмиш-Кермані

Карбування в Чирмиш-Кермані. Анонімний дирхем XIII ст.

Найпівнічніший населений пункт Золотої Орди. У 1399 році завдяки великій раті московський князь Василь І зруйнува місто і фортецю Чирмиш-Керман. У цій фортеці знаходився монетний двір, подарований темнику Енейтеку  Азіз-шейхом (1365 — 1367) за покірну службу. Відомий лише один тип монет виготовлених з позначенням монетного двору Чирмиш-Кермані, який карбувався приблизно у 1280-1300 роках.
Дирхами так-званого часу Ногая (1280-1300). Карбувалися здебільшого на монетному дворі Кермана (араб. قىمان). Типовим зображенням цих дирхемів була 6-кутна зірка, в центрі тамга Бату. На реверсі зазначено місце карбування. Зверху трилисник, внизу він'єтка. Вага 1,35-1,72 гр.
Дирхами XIII ст. виготовлені в Кермані були знайдені у скарбі на городищі селища Янгильдине (чув. Кармăш) (Козловський район,Чувашія) у кількості 131 екземплярів. Усього було 216 монет, серед яких 2 дирхеми з іменем Менгу-Тимура датовані 1272 (673 р.Г.) роком, 77 анонімних дирхем карбування Булгару та 6 недатованих дирхамів Біляра. На місці знахідки скарбу розміщене велике городище площею 340.000 м².

## Монетний двір у Хаджи-Тархані

Карбування у Хаджи-Тархан, данг (0,99 гр.) Тімерхан (1410–1411)

Карбування у Хаджи-Тархані, акче, Даулат-Берді, 1430 (831 р.Г.)

Карбування у Хаджи-Тархані. Недатований пул

Бл. середини-кінця XIII ст. на пагорбі правого берега Волги виникло місто Хаджи-Тархан, в 12 км на півночі від сучасної Астрахані. Віллем Рубрук, у своїх записах за 1254 рік, згадує про існування поселення на західному березі річки Ітіль, яке слугувало зимовою ставкою синові Батия Сартаку (1255–1256). Але до початку XIV ст. в джерелах того часу назва міста не згадується. Перша згадка назви в письмових джерелах датується 1333 роком. Шейх Ібн Батута відвідував місто разом з Узбек-ханом, де потім шейх в своїх записах називає місто одним з кращих. На той час Хаджи-Тархан слугував осінньою резиденцією ханам. В 40-ві роки XIV ст. флоренційський купець Франческо Пеґолотті в своїй книзі «Pratica della mercatura» зазначив, що «...від Хаджи-Тархану до Сараю по річці буде день шляху». На анонімній мапі 1351 року міститься надпис «Ажитархан» в дельті річки Ітіль.
Срібні данги Хаджи-Тархана (араб. حاج ترخان) почали карбуватися за часів правління хана Тохтамиша (1380–1399).
- 1) 1380, 1384 (782, 786 рр. Г.). На аверсі в крапковому та лінійному колах легенда в 4 рядки: «Султан справедливий Насір ед-Дін Тохтамиш». На реверсі у крапковому та лінійному колі 8-дуговий картуш з 4 загостреними кінцями, в центрі картушу легенда: «Карбування в Хаджи-Тархані ...[рік]» (араб. حاج ترخان ﺿﺭﺏ).
- 2) 1380—1381 (782). Подібна до першого типу, але скорочена легенда в 2 рядки. На реверсі в 6-дуговому картушу вихідні дані в 3 рядки.
- 3) Недатований данг. У крапковому колі 8-дуговий каруш з 4 загостреними кінцями. В полі надпис: «Султан Тохтамиш-хан. Нехай продовжиться його правління». На реверсі в 6-дуговому картушу з загостреними кінцями, вихідні дані. Існують датовані різновиди 1393 (795 р.Г.) року, без карушу на аверсі.
- 3) Тимур-Кутлук (1396–1399). З обох сторін в крапковому та лінійному колах надписи. Подібні данги карбувалися і за часів правління Шадібека (1399–1407), Пулад-хана (1407–1410), Тимур-хана (1410–1411), Джелал ад-Діна (I період правління (1411–1412), Керим-Берди (1413–1414). Існують різновиди дангів Шадібека, Тимур-хана із «вузлом щастя» в центрі, або збоку на реверсі.
- 4) Шадібек. 1400 (802 р.Г.) В колі з перерваних ліній легенда: «Султан Шадібек-хан. Нехай продовжить Аллах його правління». В крапковому колі чотирикутник, в центрі якого вихідні дані[63].

За часи правління ханів Кепек-хана (1414) в Хаджи-Тархані почали карбуватися срібні акче.
- 1) Кепек. З обох сторін в крапковому та лінійному колах надписи. Подібні акче карбувалися і за часів правління Чеґре, (1414–1416), Чеббер-Берди, (1416–1417, 1419), Дервіш-хана (1417–1419), Улу-Мухаммед (I та II періоди правління. 1419–1423, 1426–1427), Даулат-Берди (І період правління. 1419—1421), Джелал ад-Дін, (1411–1412, 1422–1425)
- 2) Улу-Мухаммед (III та IV періоди правління. 1428, 1428–1432). На аверсі в центрі в малому колі ім'я хана. По колу надпис: «Султан-хан» та рік карбування (831 р.Г.). На реверсі в центрі двонога тамга, навколо неї вихідні дані. Подібні монети карбувалися за часів правління Даулат-Берді (II період правління. 1427–1432), Джелал ад-Дін (II період правління (1422–1425), Барак-хана (1423–1426, 1427–1428), Кічі-Мухаммеда, (1428, 1432–1440, 1446–1459). За часів правління хана Великої Орди Саїд-Махмуда (1459—1465) акче карбувалися без кола в центрі. Подібні акче карбувалися і за часів Ахмат-хана, (1465—1481)[63][64]

За часів Черкес-хана в Хаджи-Тархані почали карбуватися мідні пули.
- 1) 1374—1375 (776 р.Г.). На аверсі в лінійному та крапковому колах легенда: «Амір справедливий Черкес-бек». На реверсі в лінійному та крапковому колах вихідні дані «Карбування в Хаджи-Тархані 776» (араб. حاج ترخان/ﺿﺭﺏ/٧٧٦).
- 2) Мухаммед-Булак. 1377—1378 (779 р.Г.). Складний орнамен, 6-пелюткова розета. У 8-кутнику, створеного з 2-х квадратів, позначення монетного двору та рік.
- 3) Недатований пул. Зображення віслюка та козла, які з напувалки п'ють воду. Знизу та вгорі віньєтки, з боків тварин зірки. На реверсі в крапковому колі в 7-луговому картушу позначення монетного двору. Існують різновиди з 6-дуговим картушем із загостреннями на стиках, віслюк та козел на задніх ногах, а також датований пул 1404—1405 (806 рр.Г.) рр.
- 4) Хрестоподібний орнамент, сполучений зі стилізованим чотирикуником з пелюстками на кутах. На реверсі, в крапковому та лінійному колах позначення монетного двору, в центрі надпису мале коло з крапкою посередині.
- 5) Шадібек. 6-пелюсткова розета, з боків 3 віньєтки. На реверсі позначення монетного двору. Існують різновиди зі стилізованою розетою також датовані 1404 роком.
- 6) Звір, що йде направо, над ним квітка. Існують різновиди без квітки, з головою звіра повернутою вліво. На реверсі цих різновидів вихідні дані в чотирикутнику. Існують різновиди зі звіром, що йде наліво.
- 7) Слон, що йде наліво, над ним квітка.
- 8) Зображення мавпи в колі, що сидить, по колу віньєтки. На реверсі вихідні дані в 5-дуговому картушу.
- 9) Птаха у 6-кутній зірці, поміж кутами віньєтки. На реверсі вихідні дані.
- 10) 2 риби, в центрі поміж ними «вузол щастя».
- 11) 2 птаха, поміж ними квітка.
- 12) Птах вправо, перед птахом та вгорі квітки.
- 13) В 6-кутній зірці 4 стрілки в центрі утворюють хрест. Існують датовані різновиди роком 806 за Гіджрою.
- 14) Чайник з чашкою в чотирикутній рамці.
- 15) Орнамент, вгорі віньєтка.
- 16) Чеббер-Берди. 1416—1417 (816 р.Г.). В орнаментальному колі звір повернутий праворуч.
- 17) Т-подібна тамга, під нею 2-нога тамга.
- 18) Птах повернутий наліво, за спиною та на грудях 2-листники. На реверсі вихідні дані, в центрі двонога тамга. Існують різновиди без тамги в центрі монети[63][65].

## Монетний двір в Іділі
В монгольські часи поселення Іділь (Див. також Ідель-Урал) знаходилося в низовині річки Волги неподалік ханської ставки Сарай-Берке. Позначення розташування міста збереглося на мапі часів утворення Великої Орди. Можливо наприкінці XIV ст., під час війни поміж Тохтамишем та Тимуром, була тимчасовою ставкою посадовця від хана. Тюркські племена також називали річку Волгу Іділь.

Карбування в Іділі, анонімний пул (2,38 гр.), 1393 (794 р.Г.)

Відомий один лише тип мідних пулів з позначення монетного двору Іділь (араб. إيدل), які карбувалися в 1393 (794 р.Г.) році. На аверсі в дуговому картушу позначення монетного двору. На реверсі хрестоподібний складний орнамент. Подібні пули, датовані 1393 роком, також карбувалися з позначенням монетного двору Сарай-аль-Джедід. Дослідники віднесли цей тип до місцевого карбування Іділь. Також відомі анонімні пули з надкарбованим на них позначенням монетного двору Іділь. Бл. 10 монет було знайдено на Водянському городищі, неподалік міста Дубовка.

## Монетний двір в Іль-уй-Муаззамі
Монетний двір Іль-уй-Муаззамі в середні віки знаходився поблизу Хаджи-Тархана. Нині залишки міста знаходяться неподалік Астрахані, городище Кам'яний Бугор.

Карбування в Іль-уй-Муаззам, акче, Улуг-Мухамед

Срібні акче з позначенням монетного двору Іль-уй-Муаззам (араб. معظم عال وى) вперше почали карбуватися за часів правління Джелал ад-Діна (1411–1412, 1422–1425). На аверсі карбувалася легенда: «Султан Джелал ад-Дін хан», на реверсі позначення монетного двору. Подібні акчи карбувалися за часів правління Даулат-Берди (1419—1421, 1427–1432) та Улу-Мухаммеда (1419–1423, 1426–1427, 1428, 1428–1432, 1433—1440) без позначення року карбування.

Карбування в Іль-Уй-Муаззамі, мідний пул, 20-ті роки XV ст.

В 20-х роках XV ст. карбувалися анонімні пули із позначенням монетного двору Іль-уй-Муаззам. На аверсі позначалося місце карбування. На реверсі монет карбувалися різні зображення: барс, «вузол щастя», шестипелюсткова квітка та колесо від воза.

## Монетний двір у Шонгаті

Пули зі спірним визначенням монетного двору в Шонгаті

Довгі роки відбувається дискусія поміж дослідниками щодо пулів, викарбованих на монетному дворі у Шонгатах (араб. شونجات). Вперше один екземпляр пула було виявлено у 1976 році в зборі Булгарського городища (поблизу с. Мордово (Ульяновська область, Росія). За дослідженнями історика Федора-Давидова було визначено, що пул надкарбований з обох сторін і на аверсі міститься надпис «Карбування Гюлістану». Пізніше була описана знахідка на городищі Великі Атряси (Тетюшський район, Татарстан), на якому було знайдено 9 подібних монет. Дослідниками було визначено, що ніяких надкарбовувань на монетах немає, і на обох сторонах монети розміщено надпис: «Карбування Шон[г]ату». Період карбування було визначено як 1360—1370 (760-770 рр.Г.) роки. У фондах Булгарського музею-заповідника було виявлено ще 2 подібних пули. Дослідник Пачкалов вирішив, що після слова «карбування» він бачить в ньому ім'я емітента — «Ісан» (араб. ﻳﺴﺎﻥ). Автор відносить ці пули до часів правління ординського хана Хасана (1368–1369), а місце їх виготовлення відносить до міста Атрячі (поблизу Шонгату). Також існують згадки про карбування монет в Атрячі в  татарському епосі XIV ст. «Ідегеї»: «...не забажав, та й зберегти не зміг карбовані гроші в Атрячі...». Підсумовуючи версії дослідників слід визнати, що в слові «Гюлістан» не вистачає двох перших літер, що відкидає першу версію визначення. Слова ж «Шон[г]ат» й «Ісан» схожі, але випадків у карбуванні пулів із поєднанням ім'я емітента зі словом «Карбування» в джучидській монетній справі не відомі.

## Кочові ставки ханів

### Монетний двір у Бік-Базарі

Бік-Базар, акче, Мехмед I Ґерай (бл. 1490-х років)

Карбування у Бік-Базар, пул, друга половина XV ст.

Точне місце знаходження монетного двору Бік-Базар невідоме. За версією Е. Кодрінґтона його локалізація розміщувалася десь у Середній Азії, австрійський нумізмат Е. Замбаур припускає, що монетний двір знаходився у Надволжі. Також існує думка про локалізацію монетного двору поміж Азаком і Астраханню. Знахідки монет Бік-Базару  нечисленні знайдені на території городищ у Чуфут-Кале, Астрахані, Казані. Найбільше монет було знайдено на городищі Сарайчик (неподалік Атерау, Казахстан), що дає можливість припускати, що монетний двір знаходився поблизу. Монети карбувалися у XV ст., на багатьох не збереглося дати. Монети з позначенням монетного двору Бік-Базар (араб. بيڪ بازاري) почали карбуватися в останній рік правління хана Чеґре (1414–1416). На аверсі в 2 рядки карбувалося позначення місця карбування та рік (або без року з надписом у 3 рядки), на реверсі титул та ім'я хана. Подібні акче карбувалися за часів Дервіш-хана (1417–1419) та ханом Великої Орди Саїд-Ахмадом I (1447—1459). За часів Сеїд-Ахмада II (1481—1485) позначення монетного двору карбувалося в малому колі, на реверсі зображувалась двонога тамга. Під час першої спроби долучення ближніх ординських земель до Кримського ханства (бл. 1490-ті), син Менґлі Мехмед карбував акче з двома тамгами на реверсі - тамга Ґераїв під нею двозуба тамга монголів. Також карбувалися мідні пули на аверсі яких позначався монетний двір. На реверсі тамга у вигляді малої латинської літери «h», вгорі та внизу хрести з закругленням на кінчиках. Не виключно, що монетний двір також знаходився поблизу генуезьких територій в період їхніх останніх часів.

### Монетний двір у Хелбірд-Базарі

Карбування у Хелбірд-Базарі, Барак-хан, акче

Монети з позначенням монетного двору Хелбірд-Базар (араб. بازاري هيلبيردي) вперше були опубліковані в 1966 році. У скарбі, знайденому поблизу Караульної гори (Середній Урал), 12 екземплярів були з позначенням монетного двору Хелбірд-Базар часів правління Барак-хана. Пізніше були знайдені ще 6 екземплярів у інших місцях, зокрема в Краснодарському краю. Середня вага монет - 0,85 гр.

### Монетний двір в Аллах-Урду-Базарі

Карбування в Аллах-Урда-Базарі, Барак-хан, акче

Монети Барак-хана, карбовані на монетному дворі Аллах-Урду-Базарі (араб. اوردو بازار الله), вперше були описані в 2004 році. 12 екземплярів монет були знайдені на території селища Кам'яний Бугор неподалік Селітренного городища (Харабалінський район, Астраханська область, Росія). Окрім того із приватних колекцій та в мережі були виявлені ще 6 екземплярів. Завдяки цим знахідкам визначена дислокація кочової ставки в Сарайському вілаєті. Середня вага монет — 0,68 гр.

### Монетний двір у Тимур-Бік-Базарі

Карбування у Тимур-Бік-Базар, данг, Ахмат-хан

У 1889 році в місті Єйськ (Краснодарський край) у комплексі скарбу серед 605 монет, були знайдені 2 срібні акче на яких позначався монетний двір Тимур-Бік-Базар (араб. تیمور بيڪ بازاري) часів правління Ахмат-хана. Скарб складався в основному з монет Кримського ханства та Османської імперії, що припускає існування монетного двору на території Криму поблизу поселення Орда-Базару. Пізніше були знайдені ще 7 монет цього монетного двору, на яких надпис був виразно помітним. Також за версією австрійського нумізмата Е. Замбаура монетний двір міг знаходитися і в астраханських степах. На аверсі легенда в 3 рядки: «Султан правосудний Ахмат-хан». На реверсі в центральній частині поля тамга дому Бату, навколо неї легенда: «Карбування Тимур-Бік-Базар».

## Улус Орда-Ежена

### Монетний двір у Сарайчику

Карбування в Сарайчику. Пул, 1361 (763 р.Г.) рік. Хизр-хан (1360-1361)

Карбування в Сарайчику. Данг, 1380 (782 р.Г.) рік. Тохтамиш (1380–1399)

У 1242—1280 роках Сарайчик (Сарай-Джук (каз. Сарайшық) — столиця улусу Шибана. Після смерті засновника улусу хана Шибана Сарайчик (араб. سراى حوق) увійшов до складу Улус Орда-Іхена, утворивши на заході улусу Сарайшикський аюдан (район). У ті часи Сарайчик був адміністративним центром, з якого здійснювалося управління східними провінціями Улус Джучі, зокрема на територіях в межах Арало-Каспійського міжмор'я. Вдале географічне розміщення поселення було сприятливим для караванних шляхів із Європи в Азію та сприяло розвитку міста. Нині знаходиться в 50 км від міста Атирау городище Сарайчик.
В 1370 (782 р.Г.) році за часів правління хана Тохтамиша (1380–1399) карбувалися срібні данги. На аверсі карбувалася легенда: «Султан справедливий. Насир ад-Дін. Тохтамиш-хан». Існує різновид з надписом у крапковому колі: «Султан Тохтамиш-хан. Хай продовжиться його правління». На реверсі позначалося місце карбування та рік виготовлення.
Мідні пули, з позначенням монетного двору Сарайчик, карбувалися лише за часи правління Хизр-хана (червень 1360 — серпень 1361). На аверсі і реверсі надписи.